# Барсуков, Александр Петрович
Александр Петрович Барсуков (бел. Аляксандр Пятровіч Барсукоў; род. 29 апреля 1965, Перевесье, Гомельская область) — белорусский государственный деятель, генерал-лейтенант милиции (2020), депутат Палату представителей Республики Беларусь с 2024 года. Помощник Президента Республики Беларусь — инспектор по Минску (2020—2024), заместитель Министра внутренних дел Республики Беларусь (2017—2020). Один из руководителей силовых структур, принимавших участие в подавлении акций протеста 2020 года.

## Биография
Родился 29 апреля 1965 года в Ветковском районе Гомельской области БССР.
С 1983 по 1985 год проходил срочную военную службу в Вооруженных силах СССР.
На службе в органах внутренних дел с 1985 года.
В 1986 году работал сержантом милиции взвода по обслуживанию Центрального района Гомеля отдельного батальона патрульно-постовой службы милиции Гомельского УВД, принимал участие в эвакуации местных жителей и охране правопорядка в районах, пострадавших от аварии на Чернобыльской АЭС. До переезда в Минск четыре года служил следователем в ОВД Ветковского райисполкома.
В 1990 году окончил Минскую специальную среднюю школу милиции имени М. В. Фрунзе.
Позднее проходил службу в различных должностях в ОМОНе при МВД Республики Беларусь.
В 1997 году окончил Академию МВД Республики Беларусь.
С 1999 по 2002 год работал заместителем начальника Центрального РУВД Минска — начальником милиции общественной безопасности и специальной милиции (в августе 1999 года ушел со службы по собственному желанию на фоне расследования трагедии на Немиге, так как к обеспечению безопасности на мероприятии его подразделение имело непосредственное отношение, а апреле 2000 года вернулся на ту же должность).
С 2002 по 2007 год был командиром полка патрульно-постовой службы милиции ГУВД Мингорисполкома, затем работал заместителем начальника УВД Минского облисполкома — начальником милиции общественной безопасности и специальной милиции.
С 2007 по 2011 год проходил службу в различных руководящих должностях главного управления охраны правопорядка и профилактики милиции общественной безопасности МВД, возглавлял Департамент исполнения наказаний МВД.
Неоднократно лично координировал разгоны акций протеста в Минске. После жестокого разгона в Минске акции протеста 19 декабря 2010 года по итогам проведения президентских выборов в Беларуси 2010 года Барсуков заявил, что во время этих событий пострадало в десятки больше милиционеров, чем демонстрантов.
C 21 октября 2011 года по 10 ноября 2017 года работал начальником ГУВД Мингорисполкома.
С 10 ноября 2017 года по 24 декабря 2019 года был заместителем Министра внутренних дел Республики Беларусь.
24 декабря 2019 года назначен заместителем Министра внутренних дел Республики Беларусь — начальником милиции общественной безопасности.
Являлся одним из руководителей, занимавшихся подавлением массовых протестов по итогам президентских выборов в Беларуси 2020 года. Несмотря на появившиеся 12-13 августа в СМИ многочисленные свидетельства издевательств, унижений и пыток задержанных в ходе массовых протестов, вечером 13 августа Барсуков заявил, что «никаких издевательств не было».
С 29 октября 2020 года по 29 марта 2024 года — помощник Президента Республики Беларусь — инспектор по городу Минску, присвоено звание генерал-лейтенант милиции. Освобождён от должности в связи с избранием в Палату представителей Республики Беларусь.

## Санкции ЕС, США и других стран
Александр Барсуков неоднократно становился субъектом запрета на поездки и замораживания активов Европейским союзом как часть списка белорусских чиновников, ответственных за политические репрессии, подтасовку результатов голосования и пропаганду. После президентских выборов 2010 года в 2012 году Совет Европейского союза признал Барсукова как начальника ГУВД Мингорисполкома, ряд лет руководившего действиями милиции против уличных протестующих, ответственным за репрессии против около десятка мирных демонстрантов в Минске, которые позже были осуждены за нарушение закона о массовых мероприятиях. Европейские санкции были сняты 15 февраля 2016 года.
31 августа 2020 года Барсуков включён в список лиц, на которых наложен бессрочный запрет на въезд в Латвию, пятилетний запрет на въезд в Эстонию и запрет на въезд в Литву в связи с тем, что своими действиями он организовал и поддержал фальсификацию президентских выборов 9 августа и последующее насильственное подавление мирных протестов.
2 октября 2020 года Барсуков был включён в «Чёрный список ЕС». Совет Европейского Союза признал Барсукова, оставшегося активным в режиме Лукашенко как инспектор по городу Минску, ответственным за компанию репрессий и запугивания, проводимую силами МВД после президентских выборов в Беларуси, в частности, за произвольные аресты и жестокое обращение с мирными демонстрантами, а также за запугивание и насилие в отношении журналистов. Кроме того, Барсукова в свои санкционные списки включили Великобритания, Канада, Швейцария. 20 ноября к пакету санкций ЕС присоединились Албания, Исландия, Лихтенштейн, Норвегия, Северная Македония, Черногория и Украина.
2 октября 2020 года США включили Барсукова в санкционный список специально обозначенных граждан и заблокированных лиц как одного из руководителей служб безопасности, ответственных за жестокое подавление протестов.

## Награды
- медаль «За безупречную службу» III степени,
- медаль «За безупречную службу» II степени,
- медаль «За безупречную службу» I степени (2012)[26],
- орден «За службу Родине» III степени (2014)[27],
- орден «За службу Родине» II степени,
- медаль «За отличие в охране общественного порядка».